# 라쿠가키 쇼타임
《라쿠가키 쇼타임》(ラクガキショータイム)은 트레저가 개발하고 에닉스가 배급한 대전 격투 게임이다. 크레용풍 그래픽의 플레이어 캐릭터들을 조종해 펼치는 아레나 격투 게임플레이가 특징이다. 일본 지역에서만 1999년 7월 29일 발매됐다.

## 개발 및 출시
《라쿠가키 쇼타임》은 트레저가 플레이스테이션으로 개발한 최초 작품이었다. 게임 음악 작곡에 《팬저 밴딧 (1997)》을 담당했던 와타나베 켄타가 참여했다.
2008년 6월 25일 플레이스테이션 네트워크 게임 아카이브으로 600엔의 가격에 디지털 재출시가 이뤄졌다.

## 반응
출시 당시 《라쿠가키 쇼타임》은 대체로 긍정적인 평가를 받았다. 일본 잡지 패미통에선 40점 만점에 26점을 부여했다.